# 매탄권선역
매탄권선역(梅灘勸善驛, Maetan Gwonseon station)은 경기도 수원시 영통구 매탄동과 경기도 수원시 권선구 권선동에 걸쳐 있는 수도권 전철 수인·분당선의 전철역이다. 원천리천 하저터널로 망포역과 연결된다. 

## 역사
- 2013년 10월 7일 : 철도거리표 고시[1]
- 2013년 11월 30일 : 영업 개시

## 역 구조
2면 2선의 상대식 승강장을 갖추고 있으며, 스크린도어가 설치되어 있다.

### 승강장
| ↑ 망포     |
| \| １      |
| 수원시청 ↓ |

| 1 | ● 수도권 전철 수인·분당선 | 수원시청 · 수원 · 오목천 · 한대앞 · 인천 방면 |
| 2 | ● 수도권 전철 수인·분당선 | 망포 · 기흥 · 서현 · 선정릉 · 청량리 방면     |

## 역명 제정 논란
역명 제정을 앞두고 영통구 매탄동과 권선구 권선동 두 지역 주민들 사이에 분쟁이 일어나게 되었다. 권선동 주민들은 "역이 두 동네의 경계에 있는데 매탄이라는 명칭만 사용하는 것은 옳지 않다"며 '삼성디지털역'이나 '권선역'을 주장하였다.
결국 두 지역의 명칭을 모두 사용하는 것으로(권선매탄역, 매탄권선역) 투표 후보가 나오게 되었으며 투표를 실시한 결과, '매탄권선역'으로 최종 확정되었다.

## 역 주변
- 명당초등학교
- 곡반초등학교
- 매현중학교
- 매현초등학교
- 화홍고등학교
- 권선동성당
- 권선고등학교
- 효원고등학교
- 효원초등학교
- 영통구청
- 신동카페거리
- 신동수변공원
- 늘푸른공원
- 경기도소방재난본부
- 지혜샘도서관
- 신동지구
- 한창 제2공장
- 이마트 트레이더스 수원점
- 영통래미안마크원 1,2단지
- 카이스트치과
- 소망교회
- 주공그린빌 5,6단지 아파트
- 권선지하차도
- 삼성전자 (본사)
- 백년교
- 원천리천
- 경기평생교육학습관

## 이용객 변동
2013년 자료는 개통일인 2013년 11월 30일부터 12월 31일까지인 32일 기준으로 환산한 것이다.
| 노선   | 노선 | 일평균 인원수 (명/일) | 일평균 인원수 (명/일) | 일평균 인원수 (명/일) | 일평균 인원수 (명/일) | 일평균 인원수 (명/일) | 일평균 인원수 (명/일) | 일평균 인원수 (명/일) | 일평균 인원수 (명/일) | 일평균 인원수 (명/일) | 일평균 인원수 (명/일) | 일평균 인원수 (명/일) | 일평균 인원수 (명/일) | 일평균 인원수 (명/일) | 일평균 인원수 (명/일) | 각주  |
| 노선   | 노선 | 2010년                | 2011년                | 2012년                | 2013년                | 2014년                | 2015년                | 2016년                | 2017년                | 2018년                | 2019년                | 2020년                | 2021년                | 2022년                | 2023년                | 각주  |
| ------ | ---- | --------------------- | --------------------- | --------------------- | --------------------- | --------------------- | --------------------- | --------------------- | --------------------- | --------------------- | --------------------- | --------------------- | --------------------- | --------------------- | --------------------- | ----- |
| 분당선 | 승차 | 미개통                | 미개통                | 미개통                | 3,481                 | 3,811                 | 4,170                 | 4,341                 | 4,445                 | 4,673                 | 4,783                 | 3,540                 | 4,028                 | 4,658                 | 5,098                 | [ 5 ] |
| 분당선 | 하차 | 미개통                | 미개통                | 미개통                | 3,397                 | 3,635                 | 3,913                 | 4,046                 | 4,161                 | 4,382                 | 4,481                 | 3,359                 | 3,888                 | 4,473                 | 4,902                 | [ 5 ] |

## 사진

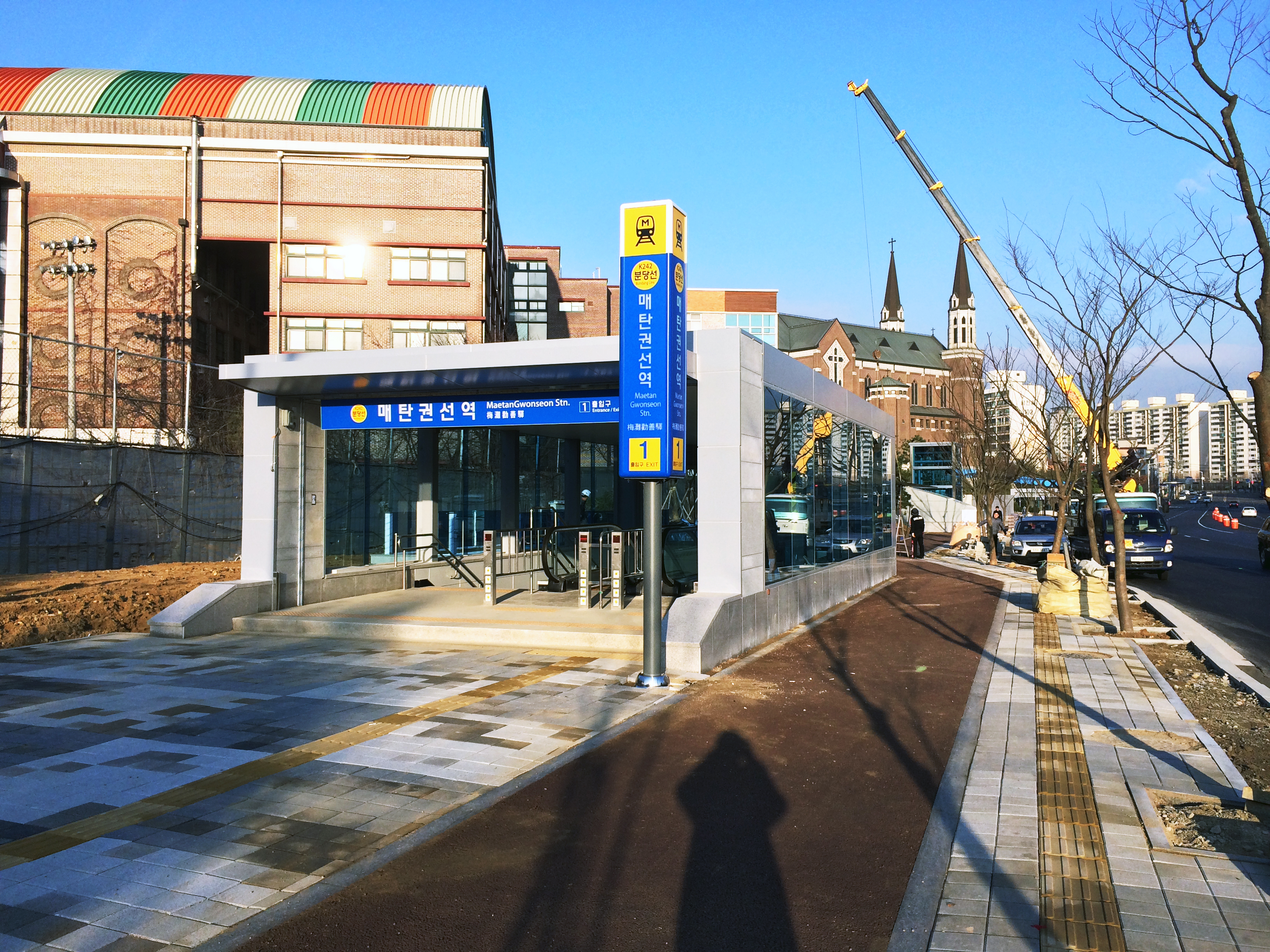
1번 출구
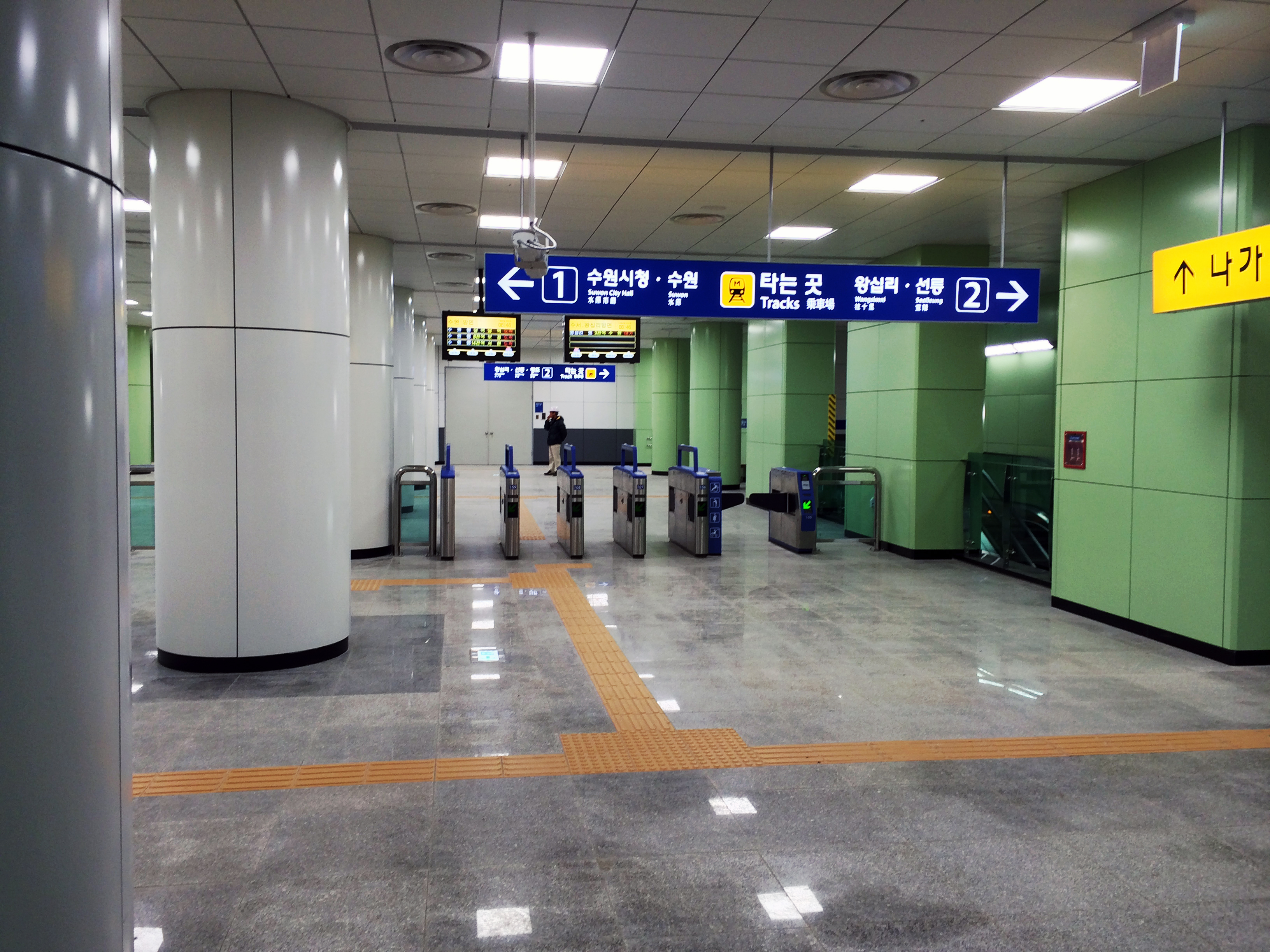
개찰구

## 인접한 역
| 분당선                | 분당선                         | 분당선                  |
| --------------------- | ------------------------------ | ----------------------- |
| K241 망포 청량리 방면 | ● 수도권 전철 수인·분당선 완행 | K243 수원시청 인천 방면 |